# Cyathea contaminans
Cyathea contaminans là một loài thực vật có mạch trong họ Cyatheaceae. Loài này được (Wall. ex Hook.) Copel. mô tả khoa học đầu tiên năm 1909.